# Rhinanthus aestivalis
Rhinanthus aestivalis là loài thực vật có hoa thuộc họ Cỏ chổi. Loài này được (N.W.Zinger) Schischk. & Serg. miêu tả khoa học đầu tiên năm 1939.